# Ecuación de Tolman-Oppenheimer-Volkoff
En astrofísica, la ecuación Tolman-Oppenheimer-Volkoff (TOV) restringe la estructura de un cuerpo esféricamente simétrico de material isotrópico que se encuentra en equilibrio gravitatorio estático, según lo modelado por la relatividad general. La ecuación es
{\displaystyle {\frac {dP}{dr}}=-{\frac {Gm}{r^{2}}}\rho \left(1+{\frac {P}{\rho c^{2}}}\right)\left(1+{\frac {4\pi r^{3}P}{mc^{2}}}\right)\left(1-{\frac {2Gm}{rc^{2}}}\right)^{-1}}
Aquí, {\textstyle r} es la coordenada radial, y {\textstyle \rho (r)} y {\textstyle P(r)} son la densidad y la presión, respectivamente, del material en el radio {\textstyle r}. La cantidad {\textstyle m(r)}, la masa total dentro {\textstyle r}, se analiza a continuación.
La ecuación se obtiene resolviendo las ecuaciones de Einstein para una métrica general invariante en el tiempo, esféricamente simétrica. Para una solución a la ecuación Tolman-Oppenheimer-Volkoff, esta métrica tomará la forma
{\displaystyle ds^{2}=e^{\nu }c^{2}\,dt^{2}-\left(1-{\frac {2Gm}{rc^{2}}}\right)^{-1}\,dr^{2}-r^{2}\left(d\theta ^{2}+\sin ^{2}\theta \,d\phi ^{2}\right)}
donde {\textstyle \nu (r)} está determinada por la restricción
{\displaystyle {\frac {d\nu }{dr}}=-\left({\frac {2}{P+\rho c^{2}}}\right){\frac {dP}{dr}}}
Cuando se complementa con una ecuación de estado, {\textstyle F(\rho ,P)=0}, que relaciona la densidad con la presión, la ecuación de Tolman-Oppenheimer-Volkoff determina completamente la estructura de un cuerpo esféricamente simétrico de material isotrópico en equilibrio. Si los términos de la orden {\textstyle 1/c^{2}} se desprecian, la ecuación de Tolman-Oppenheimer-Volkoff se convierte en la ecuación hidrostática de Newton, que se utiliza para encontrar la estructura de equilibrio de un cuerpo esféricamente simétrico de material isotrópico cuando las correcciones de la relatividad general no son importantes.
Si la ecuación se usa para modelar una esfera limitada de material en el vacío, la condición de presión cero {\textstyle P(r)=0} y la condición {\textstyle e^{\nu }=1-2Gm/c^{2}r} debe imponerse en la superficie exterior de la esfera. La segunda condición límite se impone de manera que la métrica en el límite sea continua con la única solución estática esféricamente simétrica de las ecuaciones del campo de vacío, la métrica de Schwarzschild :
{\displaystyle ds^{2}=\left(1-{\frac {2GM}{rc^{2}}}\right)c^{2}\,dt^{2}-\left(1-{\frac {2GM}{rc^{2}}}\right)^{-1}\,dr^{2}-r^{2}(d\theta ^{2}+\sin ^{2}\theta \,d\phi ^{2})}

## Masa total
{\textstyle m(r)} es la masa total contenida dentro del radio {\textstyle r}, medido por el campo gravitacional sentido por un observador distante. Satisface {\textstyle m(0)=0}.
{\displaystyle {\frac {dm}{dr}}=4\pi r^{2}\rho }
Aquí, {\textstyle M} es la masa total del objeto, nuevamente, medida por el campo gravitacional percibido por un observador distante. Si el límite está en {\textstyle r=R}, la continuidad de la métrica y la definición de {\textstyle m(r)} exigir que
{\displaystyle M=m(R)=\int _{0}^{R}4\pi r^{2}\rho \,dr}
Calculando la masa integrando la densidad del objeto sobre su volumen, por otro lado, producirá un valor mayor
{\displaystyle M_{1}=\int _{0}^{R}{\frac {4\pi r^{2}\rho }{\sqrt {1-{\frac {2Gm}{rc^{2}}}}}}\,dr}
La diferencia entre estas dos cantidades,
{\displaystyle \delta M=\int _{0}^{R}4\pi r^{2}\rho \left(1-{\frac {1}{\sqrt {1-{\frac {2Gm}{rc^{2}}}}}}\right)\,dr}
será la energía de cohesión gravitacional del objeto (dividida por {\textstyle c^{2}}) y será negativa.

## Derivación a partir de la relatividad general
Supongamos un fluido perfecto estático, esféricamente simétrico. Los componentes de la métrica son similares a los de la métrica de Schwarzschild :
{\displaystyle c^{2}\,d\tau ^{2}=g_{\mu \nu }\,dx^{\mu }\,dx^{\nu }=e^{\nu }c^{2}\,dt^{2}-e^{\lambda }\,dr^{2}-r^{2}\,d\theta ^{2}-r^{2}\sin ^{2}\theta \,d\phi ^{2}}
Por la suposición de fluido perfecto, el tensor de tensión-energía es diagonal (en el sistema de coordenadas propio del fluido), con valores propios de densidad de energía y presión:
{\displaystyle T_{0}^{0}=\rho c^{2}}
y
{\displaystyle T_{i}^{j}=-P\delta _{i}^{j}}
donde {\textstyle \rho (r)} es la densidad del fluido y {\textstyle P(r)} es la presión del fluido.
Para continuar, resolvemos las ecuaciones de campo de Einstein:
{\displaystyle {\frac {8\pi G}{c^{4}}}T_{\mu \nu }=G_{\mu \nu }}
Consideremos primero la componente {\textstyle G_{00}}:
{\displaystyle {\frac {8\pi G}{c^{4}}}\rho c^{2}e^{\nu }={\frac {e^{\nu }}{r^{2}}}\left(1-{\frac {d}{dr}}re^{-\lambda }\right)}
Integrando esta expresión de 0 a {\textstyle r}, obtenemos
{\displaystyle e^{-\lambda }=1-{\frac {2Gm}{rc^{2}}}}
donde {\textstyle m(r)} es como se define en el apartado anterior. A continuación, consideramos la componente {\textstyle G_{11}}. Explícitamente, tenemos
{\displaystyle -{\frac {8\pi G}{c^{4}}}Pe^{\lambda }={\frac {-r\nu '+e^{\lambda }-1}{r^{2}}}}
que podemos simplificar (usando nuestra expresión para {\textstyle e^{\lambda }})
{\displaystyle {\frac {d\nu }{dr}}={\frac {1}{r}}\left(1-{\frac {2Gm}{c^{2}r}}\right)^{-1}\left({\frac {2Gm}{c^{2}r}}+{\frac {8\pi G}{c^{4}}}r^{2}P\right)}
Obtenemos una segunda ecuación exigiendo la continuidad del tensor tensión-energía: {\textstyle \nabla _{\mu }T_{\,\nu }^{\mu }=0}. Viendo que {\textstyle \partial _{t}\rho =\partial _{t}P=0} (ya que se supone que la configuración es estática) y que {\textstyle \partial _{\phi }P=\partial _{\theta }P=0} (dado que la configuración también es isotrópica), obtenemos en particular
{\displaystyle 0=\nabla _{\mu }T_{1}^{\mu }=-{\frac {dP}{dr}}-{\frac {1}{2}}\left(P+\rho c^{2}\right){\frac {d\nu }{dr}}\;}
Reorganizando términos obtenemos:
{\displaystyle {\frac {dP}{dr}}=-\left({\frac {\rho c^{2}+P}{2}}\right){\frac {d\nu }{dr}}\;}
Esto nos da dos expresiones y ambas contienen {\textstyle d\nu /dr}, por lo que eliminando {\textstyle d\nu /dr} obtenemos:
{\displaystyle {\frac {dP}{dr}}=-{\frac {1}{r}}\left({\frac {\rho c^{2}+P}{2}}\right)\left({\frac {2Gm}{c^{2}r}}+{\frac {8\pi G}{c^{4}}}r^{2}P\right)\left(1-{\frac {2Gm}{c^{2}r}}\right)^{-1}}
Sacando un factor común {\textstyle G/r} y reordenando factores de 2 y {\textstyle c^{2}} da como resultado la ecuación de Tolman-Oppenheimer-Volkoff:
| {\displaystyle {\frac {dP}{dr}}=-{\frac {G}{r^{2}}}\left(\rho +{\frac {P}{c^{2}}}\right)\left(m+4\pi r^{3}{\frac {P}{c^{2}}}\right)\left(1-{\frac {2Gm}{c^{2}r}}\right)^{-1}} |

## Historia
Richard C. Tolman analizó métricas esféricamente simétricas en 1934 y 1939. La forma de la ecuación dada aquí fue derivada por J. Robert Oppenheimer y George Volkoff en su artículo de 1939, "On Massive Neutron Cores". En este artículo, se utilizó la ecuación de estado para un gas de Fermi degenerado de neutrones para calcular un límite superior de ~0,7 masas solares para la masa gravitatoria de una estrella de neutrones. Dado que esta ecuación de estado no es realista para una estrella de neutrones, esta masa límite también es incorrecta. Usando observaciones de ondas gravitacionales de fusiones de estrellas de neutrones binarias (como GW170817) y la información posterior de la radiación electromagnética (kilonova), los datos sugieren que el límite máximo de masa está cerca de 2,17 masas solares. Las estimaciones anteriores para este límite oscilan entre 1,5 y 3,0 masas solares.

## Aproximación posnewtoniana
En la aproximación posnewtoniana, esto es, de campos gravitatorios que se desvían ligeramente del campo newtoniano, la ecuación se puede expandir en potencias de {\textstyle 1/c^{2}}. En otras palabras, tenemos
{\displaystyle {\frac {dP}{dr}}=-{\frac {Gm}{r^{2}}}\rho \left(1+{\frac {P}{\rho c^{2}}}+{\frac {4\pi r^{3}P}{mc^{2}}}+{\frac {2Gm}{rc^{2}}}\right)+O(c^{-4}).}